# Hetaerina hebe
Hetaerina hebe – gatunek ważki z rodziny świteziankowatych (Calopterygidae). Występuje na terenie Ameryki Południowej – w środkowej i południowej Brazylii, wschodnim Paragwaju i północno-wschodniej Argentynie. W 2024 roku Garrison i von Ellenrieder zsynonimizowali ten takson z Hetaerina longipes.